# John Heenan
Pour les articles homonymes, voir Heenan.
John Carmel Heenan (né le 26 janvier 1905 à Ilford en Angleterre, et mort le 7 novembre 1975 à Londres), est un cardinal anglais de l'Église catholique du XXe siècle, nommé par le pape Paul VI.

## Biographie
John Heenan étudie notamment à Rome,  fait de travail pastoral dans le diocèse de Brentwood, à Barking et à Manor Park et est supérieur de la société missionnaire catholique en Angleterre et au Pays de Galles.
John Heenan est élu évêque de Leeds en 1951. Il est promu à l'archidiocèse de Liverpool en 1957 et à l'archidiocèse de Westminster en 1963. Il assiste au concile Vatican II de 1962 à 1965. Le pape Paul VI le crée cardinal lors du consistoire du 22 février 1965. Le cardinal Heenan est président de la Conférence des évêques catholiques d'Angleterre et du pays de Galles de 1968 à 1975.

## Succession apostolique
John Heenan a ordonné les évêques suivants :
- Archevêque George Dwyer (en) (1957)
- Évêque James Cunningham (en) (1957)
- Évêque Brian Foley (en) (1962)
- Archevêque Derek John Harford Worlock (1965)
- Évêque Patrick Joseph Casey (en) (1966)
- Évêque Basil Christopher Butler, O.S.B. (1966)
- Évêque Victor Guazzelli (en) (1970)
- Évêque Gerald Mahon (en), M.H.M. (1970)